# Кулуевское сельское поселение
Кулуевское се́льское поселе́ние — муниципальное образование в Аргаяшском районе Челябинской области Российской Федерации. В рамках административно-территориального устройства муниципальное образование  соответствует административно-территориальной единице Кулуевский сельсовет.
Административный центр — село Кулуево.

## История
Статус и границы сельского поселения установлены Законом Челябинской области от 12 ноября 2004 года № 292-ЗО «О статусе и границах Аргаяшского муниципального района и сельских поселений в его составе».

## Население
| 2002  | 2010  | 2011  | 2012  | 2013  | 2014  | 2015  |
| ----- | ----- | ----- | ----- | ----- | ----- | ----- |
| 5896  | ↘5606 | ↗5610 | ↘5598 | ↗5602 | ↘5573 | ↘5501 |
| 2016  | 2017  | 2018  | 2019  | 2020  | 2021  | 2023  |
| ↘5486 | ↗5538 | ↘5517 | ↘5459 | ↗5465 | ↘4955 | ↘4862 |

2010 год.
Башкиры - 4308 человек 
русские - 893
татары - 248
украинцы - 8
казахи - 15
дойч - 3
белоруссы - 5
мордва - 5
таджики - 6
азербайджанцы - 9
узбеки - 12
киргизы - 6
национальность не указана - 42 

## Состав сельского поселения
| №  | Населённый пункт     | Тип населённого пункта       | Население |
| -- | -------------------- | ---------------------------- | --------- |
| 1  | Айбатова             | деревня                      | ↘254      |
| 2  | Байгазина            | деревня                      | ↘539      |
| 3  | Березовка            | деревня                      | ↘662      |
| 4  | Большая Исянгильдина | деревня                      | ↘202      |
| 5  | Большая Куйсарина    | деревня                      | ↘502      |
| 6  | Большой Медиак       | деревня                      | ↘14       |
| 7  | Давлетбаева          | деревня                      | ↘152      |
| 8  | Казырова             | деревня                      | ↗140      |
| 9  | Калиновка            | деревня                      | ↘102      |
| 10 | Кулуево              | село, административный центр | ↘2764     |
| 11 | Кулукаева            | деревня                      | ↘62       |
| 12 | Курамшина            | деревня                      | ↗138      |
| 13 | Марксист             | деревня                      | ↘75       |